# Orlando Sentinel
Orlando Sentinel é o principal jornal de Orlando, Flórida e a região da Flórida Central. Foi fundado em 1876. O Sentinel é de propriedade da Tribune Publishing. Editorialmente, manteve-se conservador; no entanto, aprovou um democrata para presidente em três das últimas quatro eleições presidenciais: John Kerry, em 2004; Barack Obama, em 2008; e Hillary Clinton em 2016.